# 長野県道449号上竹田波田線

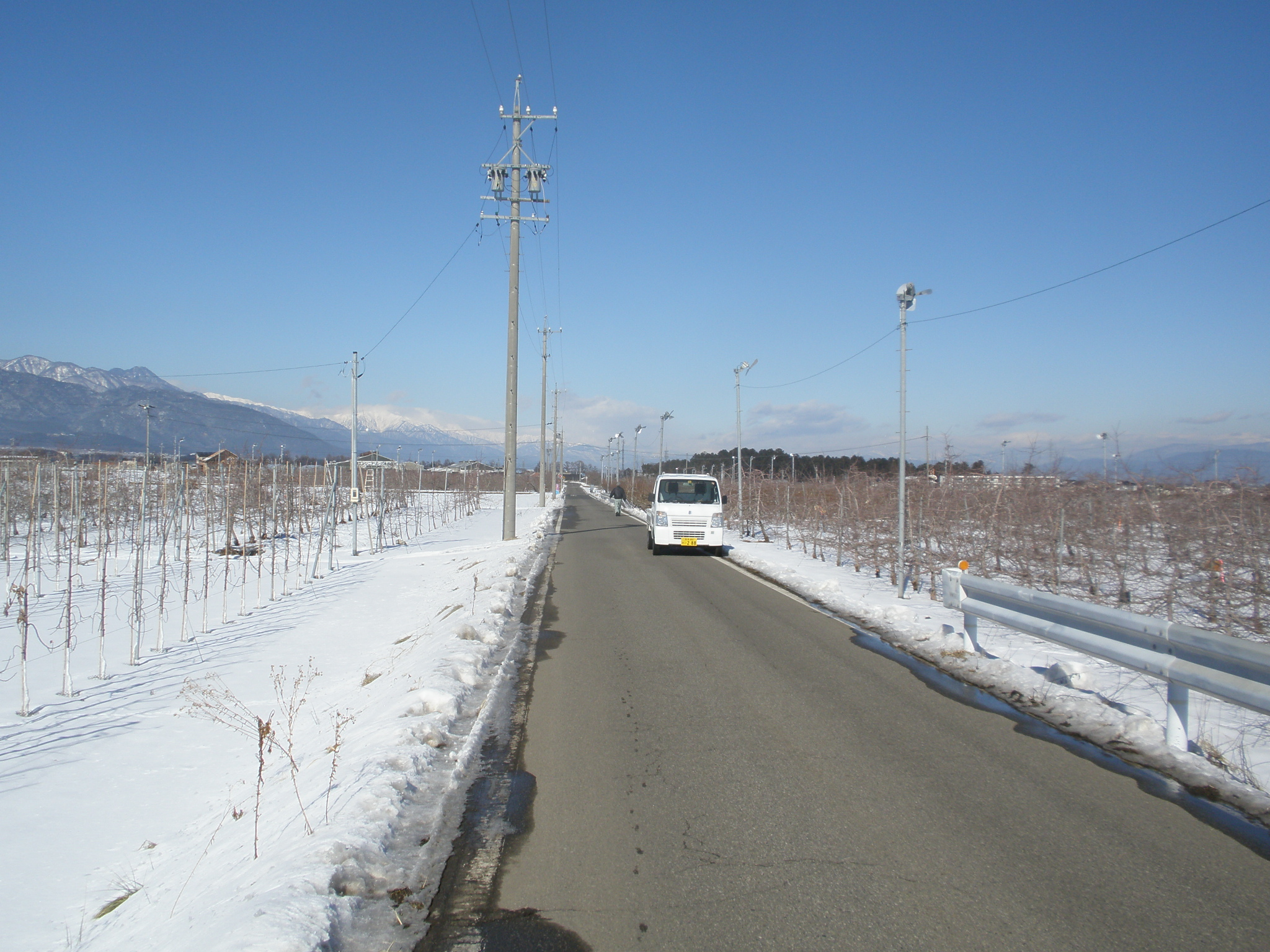
長野県道449号上竹田波田線の北端から600ｍほど南側地点で北方向を撮影

長野県道449号上竹田波田線（ながのけんどう449ごう かみたけだはたせん）は、長野県東筑摩郡山形村と松本市波田を結ぶ一般県道である。
周辺は、下原スイカの耕作地となっている。

## 概要
県道として指定されているが、道路としての実態は山形村集落内を除いては、1970年代初頭に農業構造改善事業により築造された農道のままで、山形村集落内を含めて幅員の狭い部分がほとんどである。このため、通行車両は水田・転作畑の間ですれ違うためには強く徐行しなくてはならない。この間（山形村竹田と松本市波田森口の間）の通過車両は、東方約250ｍを並行して走る市道波田98号線（下記参照）を通行するものも多い。この県道449号線は長野県道315号波田北大妻豊科線と国道158号との交差点に接続することで便利な道路になるが、現在（2014年1月）では、アルピコ交通上高地線の線路に踏切が作られておらず、国道158号とうまくは接続していない。なお、当道路の拡幅および踏切の設置など改良がなされた際は、国道158号と交差して長野県道315号波田北大妻豊科線と直線状に接続する線形となり、地域の南北をつなぐ幹線になる。また、この県道315号線を700ｍほど北に進むと、松本波田道路で計画されている波田インターチェンジ出口に接続する。
この地域で南北をつなぐ幹線は、この県道の西方約2,500ｍにある長野県道25号塩尻鍋割穂高線（通称「サラダ街道」）である。しかし、この県道は、一部で昔からの集落を通過するため狭隘な区間があり、多くの区間で歩道が設置されていない。なお、東方約3.5kmから4.5kmに並行する長野県道48号松本環状高家線は、歩道付きの片側1車線道路として整備されており、大型トラックを含めて車両通行量はかなり多い。
現在（2017年6月）まで、この道路と国道158号を接続する交差点は、アルピコ交通上高地線下島駅の東側にある。この交差点は、国道と電車線路が接近していること、国道の交通量が通常は多いこと、県道と国道の高低差があることから、慎重な運転が求められる。

### 市道波田98号線

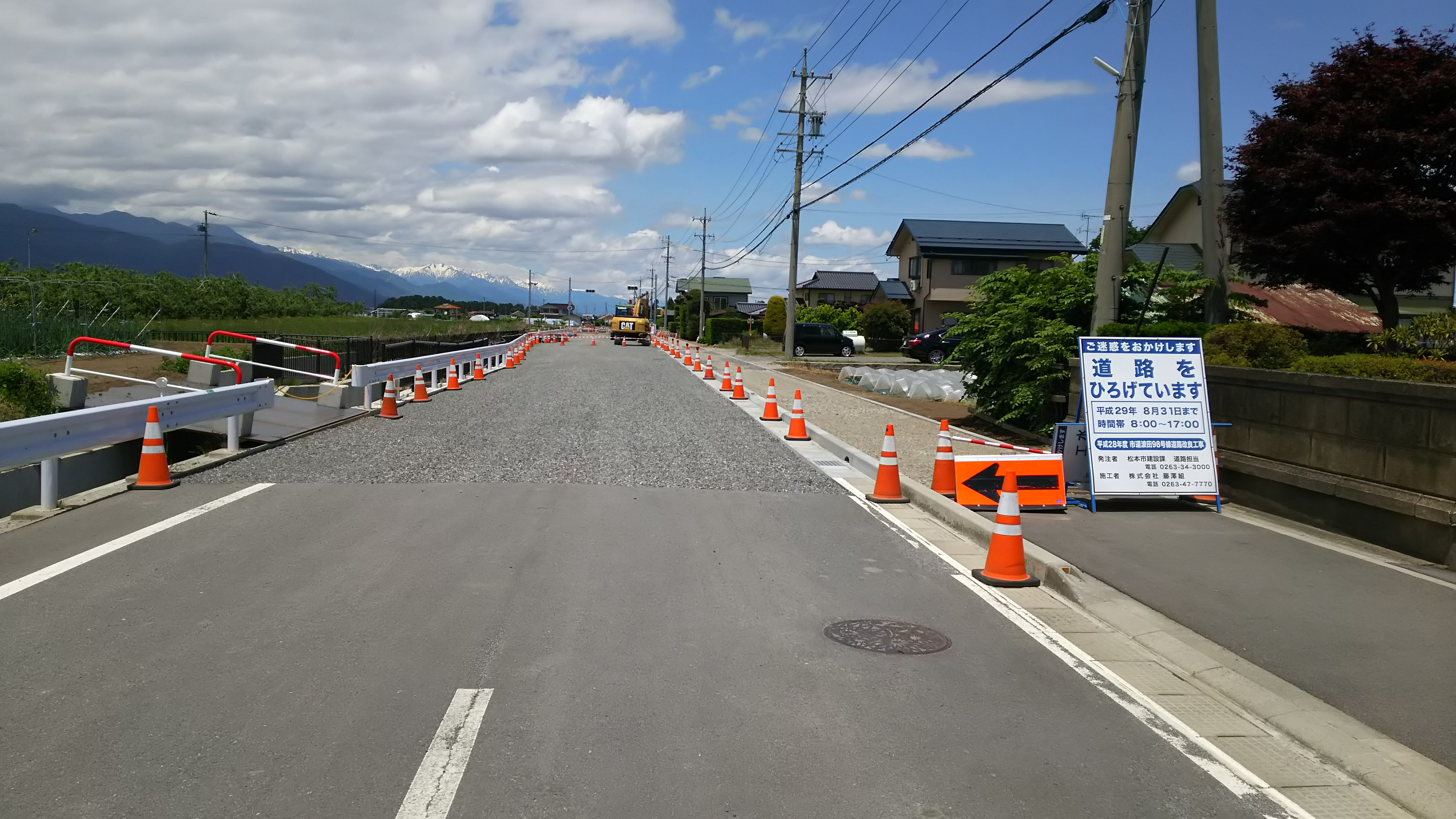
市道波田98号線と旧呼称「和田道」の十字交差点で進行している工事。交差点を南方から撮影

県道449号線の東方約250ｍを並行して走る道路である。北端は国道158号とのＴ字交差点で、三神社信号がある。この県道が指定されるまでは波田東部と山形村を結ぶ幹線道路の１つであり、かつては「山形街道」と呼称された。このため、現県道とこの市道のいずれを県道に指定するかについての協議もあった。国道158号との接続のよさから、この道路を通行する車両が多く、県道の改良工事が行われない反面、むしろ現在は年次計画でこの市道の拡幅・歩道設置工事が進んでいる。2017年には、旧呼称「和田道」（波田から東西に連絡する道路としては、国道158号に次ぐ交通量）との交差点を拡幅し右折車線造成・歩道設置の工事を行っている。

### 路線要目
- 起点：東筑摩郡山形村字上竹田（記念碑前交差点、長野県道291号新田松本線交点）
- 終点：松本市波田下島（国道158号交点）

## 通過する自治体
- 東筑摩郡
  - 山形村 - 松本市

## 交差・接続する道路
- 長野県道291号新田松本線 - 東筑摩郡山形村字上竹田（記念碑前交差点、起点）
- 国道158号 - 松本市波田下島（終点）
- 長野県道315号波田北大妻豊科線 - 松本市波田下島（終点）

計画中の道路
- 松本波田道路＝直接には接続しないが、波田下島（終点）で接続する長野県道315号波田北大妻豊科線を介して、500メートルの距離に、波田インターチェンジが計画されている。※詳細は、中部縦貫自動車道#松本波田道路を参照。